# كريستيان كونستانتين (لاعب كرة قدم)
كريستيان كونستانتين (بالرومانية: Cristian Constantin)‏ (14 مارس 1978 بترجوفيشت في رومانيا - ) هو لاعب كرة قدم روماني في مركز الوسط. لعب مع أونيريا أورزيتشيني ودينامو بوخارست ونادي بوتوشاني وFCM Târgoviște ‏ وAFC Rocar București ‏ وغلوريا بيستريتسا ‏ وCS Otopeni ‏ وFC Olt Slatina ‏ وARO Muscelul Câmpulung ‏ وبوليتنيكا ياشي.

## وصلات خارجية
- كريستيان كونستانتين على موقع قاعدة بيانات كرة القدم.إي يو (الإنجليزية)
- كريستيان كونستانتين على موقع Soccerway.com (الإنجليزية)